# خواهران انقلابی
خواهران انقلابی (انگلیسی: Revolutionary Sisters؛ کره‌ای: 오케이 광자매) یک مجموعه تلویزیونی محصول کره جنوبی سال ۲۰۲۱ با بازی یون جو سانگ، هونگ اون هی، جون هه بین، کیم کیونگ نام، گو وون هی، لی بو هی، لی بیونگ جون و چوی ده چول است. این مجموعه به کارگردانی لی جین سو است و حول محور خواهران لی می‌چرخد که مظنون به قتل مادرشان در جریان طلاق والدینشان هستند. خواهران انقلابی از ۱۳ مارس تا ۱۸ سپتامبر ۲۰۲۱، روزهای شنبه و یکشنبه ساعت ۱۹:۵۵ (کی‌اس‌تی) از کی‌بی‌اس۲ برای ۵۰ قسمت پخش شد.